# Arctonyx albogularis
Arctonyx albogularis — вид хижих ссавців з підродини борсукових (Melinae).

## Таксономія
Раніше він вважався підвидом A. collaris, але дослідження 2008 року розділило рід на 3 види, включаючи A. albogularis.

## Розповсюдження
Вид поширюється від північно-східної Індії та північного сходу Бангладеш до більшої частини східного Китаю. Окремий запис відомий зі східної Монголії. Вид потенційно може існувати в Непалі та Бутані, але це залишається непідтвердженим. Тварини живуть у помірних лісах і луках на висоті до 4300 метрів і є відносно поширеними в деяких районах.

## Опис
Цей вид менший за A. collaris і має тонший череп. Довжина голови й тулуба від 55 до 70 сантиметрів, а хвіст від 11.4 до 22.2 сантиметра. Довжина задніх лап становить від 7.6 до 9.5 сантиметрів, а вуха — ≈ 3.9 сантиметрів. Тварини похилого віку мають лише помірно розвинений сагітальний гребінь, на відміну від двох інших видів роду. A. collaris має більш м'яку шерсть з довшими волосками, з густим підшерстям у зимові місяці. У нього чорнувата передня частина, а середня частина спини, хвіст і задня частина білі чи змішані з білим. Він темніший за A. collaris, але світліший за A. hoevenii. Вид демонструє значні географічні варіації, і деякі форми можуть представляти окремі підвиди.

## Спосіб життя
Крім шлюбного періоду в квітні-травні, ці борсуки живуть поодиноко. Свої підземні нори вони вважають за краще будувати на берегах струмків і річок. Молодняк, від одного до чотирьох за раз, народжується в лютому чи березні й вигодовується молоком близько чотирьох місяців. На відміну від інших видів, цей зазвичай впадає в сплячку з листопада по лютий, особливо в північному Китаї. Тварини, які переважно ведуть нічний спосіб життя, в основному активні між 19:00 і 21:00 і з 3:00 до 5:50 ранку. Хижаками є леопард, вовк і ведмідь гімалайський. Живляться A. albogularis дрібними хребетними, переважно гризунами, також равликами, черв'яками, жуками, цикадами, гусеницями, корінням, листям та жолудями. Це всеїдні тварини, які вживають різні джерела їжі залежно від пори року, місцевих умов та індивідуальних уподобань.